# Волнянка жёлтая
Волнянка жёлтая (Artaxa subflava) — бабочка из подсемейства волнянок, трибы Nygmiini. Первое описанное О. Бремером название данного вида, Aroa flava Bremer, 1861 оказалось преоккупированным, поэтому было позднее изменено самим автором.

## Описание
Размах крыльев самцов 25—30 мм, самок 30—40 мм. Крылья светло-жёлтого цвета, в средней части передних крыльях расположена изогнутая почти под прямым углом серо-жёлтая перевязь, узко окаймлённая беловатым. На вершине брюшка у самок имеется пучок буро-желтых волосков.

## Ареал
Впервые описан Оттоном Васильевичем Бремером по сборам Р. Маака с реки Уссури выше устья реки Иман (ныне — Большая Уссурка) «Am Ussuri von Maack, oberhalb der Ema, Mitte Juli gefangen.» Обитает на юге Хабаровского края (Хабаровск и южнее), в Приморском крае, на юге Сахалина. Встречается также в Китае, Корее и Японии.

## Биология
Лёт бабочек проходит с начала или середины июля до середины августа. Живут в смешанных широколиственных лесах. Гусеницы питаются листьями древесно-кустарниковых розоцветных (Malus, Crataegus, Rubus).